# Chiesa di San Niccolò a Spugnole
La chiesa di Santa Maria e San Niccolò a Spugnole si trova nella frazione Spugnole del comune di Scarperia e San Piero, sulla sinistra del torrente Carza, è un esempio di stile romanico.
La facciata della chiesa è nascosta dagli edifici adiacenti, tuttavia è possibile entrare da una porta laterale. La Chiesa sorge su uno dei più antichi luoghi dedicati al culto della Madonna e faceva parte di un Castello appartenuto ad un ramo degli Ubaldini e di cui si ha memoria sin dal 1066, in un atto di donazione che comprendeva: corte, castello, torre e Chiesa di S.Maria, S.Bartolommeo e S.Niccolò a Spugnole. Tracce della cerchia muraria e delle torri di guardia si trovano, oltre che negli stessi edifici adiacenti alla Chiesa, nelle case coloniche sottostanti.
Nel 1365 ad essa era già stato congiunto il nome di San Niccolò, in seguito alla soppressione della vicina parrocchia dedicata a questo santo. Di semplice struttura romanica e rimaneggiato nel corso del XVIII secolo, l'edificio è stato oggetto di un accurato restauro negli anni Cinquanta, che ne ha ripristinato la sobrietà primitiva. È l'unica chiesa romanica del Mugello e della Val di Sieve che non rispetti il consueto orientamento est-ovest, ma tale anomalia può essere forse spiegata con la mancanza di spazio. Ne furono patroni i Cavalcanti dal 1361 e i Medici dal 1575.
Il campanile, visibile da tutta la vallata, era un punto di riferimento per pellegrini e viandanti. Il complesso infatti ospitava anche un convento: nel balzo sotto la chiesa è possibile osservare l'antico cimitero.

## Castello e Villa dei Pepi
Ai piedi della sommità del colle, oltre ad un troncone di torre ubaldina ed ai resti dell’antico fortilizio affioranti nella muratura degli edifici, si trova gran parte di un fabbricato già residenza estiva della famiglia fiorentina dei Pepi. 
Dell’antica struttura restano un bel portale a bugnato di pietra ed alcune finestre con mensole cinquecentesche. 
Nel cortile, visibile anche dall’esterno, pilastri cilindrici in cotto a vista sorreggono un’ampia tettoia.

## Il dipinto di Maria Santissima

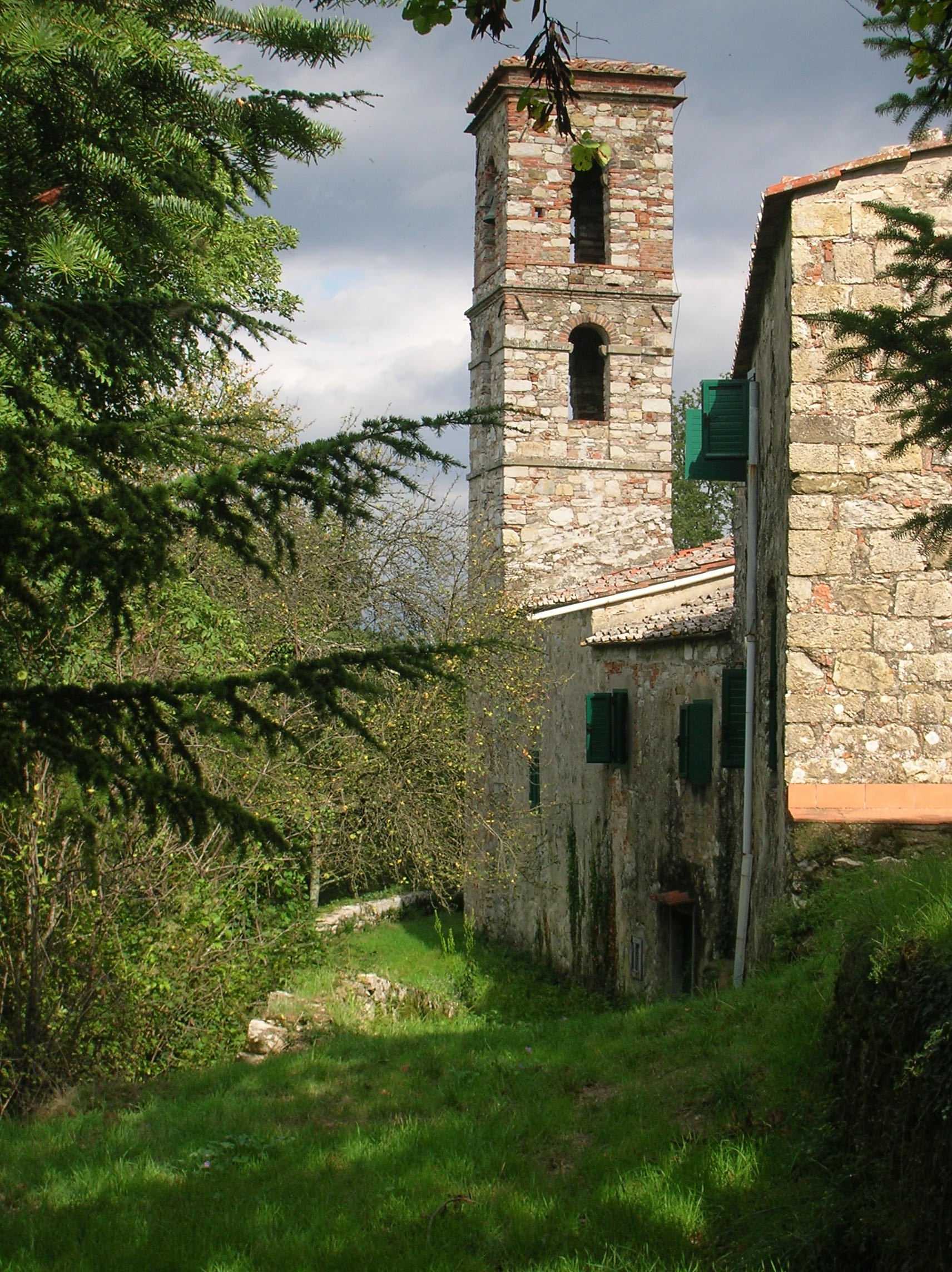
Canonica e torre campanaria

All'interno si poteva osservare un dipinto della prima metà del secolo XIV, rappresentante Maria Santissima, che viene festeggiata per l'Assunzione ogni 15 agosto, situato sull'altare maggiore. In questa occasione è aperta al pubblico e vi è organizzata una piccola festa le cui radici risalgono indietro nel tempo.
Dall’Archivio Parrocchiale trascriviamo una risposta al questionario compilato dal Parroco di S. Maria a Spugnole in occasione di una Visita Pastorale nei primi del ‘900:
«D. Si hanno a lamentare scandali pubblici in parrocchia?»
«R. Annualmente, per la pessima condotta della gioventù, anche minorenne e per la superbia dei genitori, insofferenti di qualunque ammonizione o allusione. All’ultimo Priore della Chiesa (omissis), quando dall’altare alzò la voce contro gli scandali dei propri parrocchiani, i popolani tiravano patate e alcune volte anche pietre.»